# 小遠環蚓
小遠環蚓（学名：Amynthas tantulus）为巨蚓科遠環蚓屬下的一个种。